# Adhesió d'Ucraïna a la Unió Europea
La petició d'adhesió d'Ucraïna a la Unió Europea es va produir el 28 de febrer de 2022, poc després de la invasió russa al país. El president ucraïnès, Volodimir Zelenski, va demanar l'admissió immediata sota un "nou procediment especial", i els presidents de vuit estats de la UE van demanar un procés d'adhesió accelerat. La presidenta de la Comissió Europea, Ursula von der Leyen, va declarar que donava suport a l'adhesió d'Ucraïna, però que el procés trigaria temps. L'1 de març de 2022, el Parlament Europeu va recomanar que Ucraïna fos candidata oficial a l'adhesió, i el 10 de març de 2022, el Consell de la Unió Europea va demanar a la Comissió el seu dictamen sobre la sol·licitud. El 8 d'abril de 2022, von der Leyen va presentar a Zelenskyy un qüestionari legislatiu, al qual Ucraïna va respondre el 17 d'abril.
El 17 de juny de 2022, la Comissió Europea va recomanar que el Consell Europeu atorgués a Ucraïna l'estatus de candidat a l'adhesió a la Unió Europea.
El 23 de juny de 2022, el Parlament Europeu va adoptar una resolució que demanava la concessió immediata de l'estatus de candidat per a ser membre de la Unió Europea a Ucraïna. El 23 de juny de 2022, el Consell Europeu va concedir a Ucraïna l'estatus de candidata a l'adhesió a la Unió Europea.
L'agost de 2023 Ucraïna va reconèixer que en aquell moment no compliria amb les set recomanacions de la Comissió Europea per a la seva adhesió tal com estava previst, i que per tant difícilment podrien començar les negociacions per a l'adhesió.

## Cronologia de les relacions amb la Unió Europea
L'Acord d'Associació d'Ucraïna i la Unió Europea es va signar el 2014 després d'una sèrie d'esdeveniments que n'havien aturat la ratificació van culminar amb la Revolució de la Dignitat i el derrocament del llavors president d'Ucraïna, Viktor Ianukóvitx. La Zona de Lliure Comerç Integral Aprofundit amb Ucraïna va entrar en vigor l'1 de setembre de 2017 després d'aplicar-se provisionalment des de l'1 de gener de 2016, i l'Acord d'Associació va entrar plenament en vigor l'1 de setembre de 2017. El 24 de febrer de 2022, Rússia va envair Ucraïna, donant lloc a la sol·licitud d'adhesió.

Estats membres de la Unió Europea
Els estats membres de la Unió Europea donen suport a l'adhesió accelerada d'Ucraïna
Els estats membres de la Unió Europea donen suport a la concessió accelerada de l'estatus de candidat a Ucraïna
Ucraïna
Territoris ucraïnesos ocupats pels russos

La Unió Europea i Ucraïna.

La bandera utilitzada pels activistes a l'Euromaidan.

| Data                   | Episodi |
| ---------------------- | --- |
| 1991                   | Declaració de la Unió Europea sobre Ucraïna. |
| 1992                   | Primera cimera Ucraïna-UE. |
| 1993                   | Signatura d'un acord entre les Comunitats Europees i Ucraïna sobre el comerç de productes tèxtils, l'obertura d'una oficina de representació de la Comissió de les Comunitats Europees a Ucraïna. |
| 1994                   | La Rada Suprema d'Ucraïna ratifica l'Acord d'Associació i Cooperació entre Ucraïna i la UE. |
| 1995                   | Primera reunió del Comitè Mixt Ucraïna - UE, l'establiment de la Representació d'Ucraïna a les Comunitats Europees. |
| 1996                   | La Unió Europea reconeix l'estatus d'Ucraïna com a país en transició. El Consell de la Unió Europea ha adoptat un pla d'acció per a Ucraïna. |
| 1997                   | Signatura d'un acord sobre el comerç de productes d'acer entre la Comunitat Europea del Carbó i l'Acer i el Govern d'Ucraïna. |
| 1998                   | Entrada en vigor de l'Acord d'Associació i Cooperació entre Ucraïna i la UE, Ucraïna ha declarat oficialment el seu desig de convertir-se en membre associat de la UE, va adoptar una resolució del Consell de Ministres d'Ucraïna "Sobre la introducció d'un mecanisme d'adaptació d'Ucraïna legislació a la Unió Europea.                                                                            |
| 1999                   | La UE reafirma la seva intenció de facilitar l'adhesió d'Ucraïna a l'Organització Mundial del Comerç i la posada en marxa d'una zona de lliure comerç entre Ucraïna i la UE. |
| 2005                   | El Consell de la Unió Europea concedeix a Ucraïna l'estatus de país d'economia de mercat en una altra cimera. |
| 5 març 2007            | Comencen les negociacions per concloure un nou acord millorat per substituir l'Acord d'Associació i Cooperació. |
| 2008                   | Entra en vigor dels acords de facilitació de visats i readmissió entre Ucraïna i la UE. |
| 7 maig 2009            | Ucraïna es converteix en membre de la iniciativa de l'Associació Oriental de la UE. |
| 16 juny 2009           | Durant la reunió del Consell de Cooperació UE-Ucraïna, s'aprova políticament l'"Agenda d'Associació UE-Ucraïna". |
| 25 febrer 2010         | El Parlament Europeu aprova una resolució sobre la situació a Ucraïna, que, en particular, reconeix el dret d'Ucraïna a unir-se a la Unió Europea. La Comissió Europea també té el mandat de treballar en un "full de ruta" per viatjar sense visat entre Ucraïna i els països de la UE. |
| 2013                   | Adopció d'una declaració conjunta a la cimera de Brussel·les que afirma que Ucraïna està "determinada a complir" les condicions de la UE perquè les parts puguin signar l'Acord d'Associació i la Zona de Lliure Comerç. |
| 21 novembre 2013       | El Consell de Ministres d'Ucraïna decideix suspendre el procés de preparació per a la signatura de l'Acord d'Associació amb la Unió Europea, com a resultat del qual comencen manifestacions multitudinàries arreu del país contra la suspensió del procés d'integració europea — Euromaidan. El 24 de novembre té lloc una protesta massiva a Kíev, a la qual assisteixen més d'un milió de persones. |
| 21 març 2014           | Es signa la Brussel·les la part política de l'Acord d'Associació Unió Europea-Ucraïna amb la participació del primer ministre Arseni Iatseniuk. |
| 27 juny 2014           | El cinquè president d'Ucraïna, Petro Poroshenko, signa la segona part (econòmica) de l'Acord d'Associació amb la Unió Europea. |
| 16 septembre 2014      | El Parlament Europeu ratifica l'Acord d'Associació entre Ucraïna i la Unió Europea simultàniament amb la Rada Suprema d'Ucraïna (mitjançant una teleconferència via Skype). |
| 1 novembre 2014        | L'aplicació provisional de l'Acord d'Associació entre Ucraïna i la Unió Europea ha entrat en vigor. |
| 13 febrer 2017         | La Rada Suprema d'Ucraïna ratifica l'Acord entre el Govern d'Ucraïna i la Unió Europea sobre la participació d'Ucraïna en el programa COSME |
| 13 juliol 2017         | La cimera Ucraïna-UE a Kíev va completar el procés de ratificació de l'Acord d'Associació entre Ucraïna i la Unió Europea i l'entrada en vigor del règim sense visats entre Ucraïna i la Unió Europea. |
| 9 juliol 2018          | Cimera Ucraïna-UE del 20è aniversari |
| 12 octubre 2021        | Cimera Ucraïna-UE a Kíev on es signa un acord sobre el cel únic europeu. |
| 28 febrer 2022         | El sisè president d'Ucraïna, Volodimir Zelenski, signa una sol·licitud per a l'adhesió d'Ucraïna a la Unió Europea sota el "procediment accelerat". |
| 1 març 2022            | El Parlament Europeu va votar gairebé per unanimitat a favor de la resolució, que demana a les institucions de la Unió Europea que treballin per atorgar a Ucraïna l'estatus de candidat a ser membre de la Unió Europea. |
| 16 març 2022           | NPC Ukrenergo, l'operador del sistema de la xarxa elèctrica juntament amb els seus col·legues europeus van completar la integració amb la Xarxa elèctrica europea sincronitzada i van passar a formar part de la Xarxa europea de gestors de xarxes de transport d'electricitat ENTSO-E. |
| 25 març 2022           | Durant la cimera informal de la Unió Europea, els estats membres van donar suport a les aspiracions europees d'Ucraïna i van convidar la Comissió Europea a presentar les seves conclusions sobre la sol·licitud d'adhesió a la UE. |
| 8 abril 2022           | El president de la Comissió Europea lliura un qüestionari a Ucraïna per obtenir la condició de candidat. |
| 17 abril 2022          | Ucraïna respon a la primera part del qüestionari. |
| 9 maig 2022            | Ucraïna respon a la segona i última part del qüestionari. |
| 23 juny 2022           | El Consell Europeu va concedir a Ucraïna l'estatus de candidata a l'adhesió a la Unió Europea. |
| 3 febrer 2023          | El president ucraïnès expressa la voluntat d'obrir les negociacions per a l'ingrés d'Ucraïna a la UE a finals de 2023, esmentant que fins llavors el país havia acomplert amb el 72% de les obligacions derivades de l'Acord d'Associació a la UE i segueix implementant les recomanacions de la Comissió Europea.                                                                                     |
| 4 de novembre de 2023  | Ursula Von Der Leyen va visitar Kíiv per valorar la situació del compliment de les condicions de la UE. Es va mostrar sorpresa per l'avenç notori aconseguit per Ucraïna en plena guerra. |
| 14 de desembre de 2023 | Els caps d'estat i de govern de la UE van acordar començar les negociacions per a l'adhesió amb Ucraïna i Moldàvia, un cop superat el veto del president hongarès Viktor Orbán, a canvi de descongelar un altre tram de 10.000 milions d'euros. |

### 2002–2005
L'any 2002, el comissari d'ampliació de la UE, Guenther Verheugen, va dir que "la perspectiva europea d'Ucraïna no significa necessàriament ser membre en els propers 10-20 anys, tot i que és possible". Per unir-se a la Unió Europea, l'estat sol·licitant ha de complir les condicions polítiques i econòmiques conegudes comunament com a Criteris de Copenhaguen (adoptats a la Cimera de Copenhaguen el 1993), és a dir, un govern democràtic que reconegui l'estat de dret i les llibertats i institucions pertinents. Segons el Tractat de Maastricht, cada Estat membre actual, així com el Parlament Europeu, han de pactar qualsevol ampliació.
L'obtenció de l'estatus de membre de ple dret de la UE com a objectiu estratègic d'Ucraïna va ser declarada per primera vegada pel president d'Ucraïna, Viktor Iúsxenko, immediatament després de la seva elecció a principis de 2005. El 13 de gener de 2005, el Parlament Europeu per quasi unanimitat (467 a favor, 19 en contra) va adoptar una resolució sobre les intencions del Parlament Europeu de convergir amb Ucraïna en l'adhesió. La Comissió Europea assenyalava que, tot i que encara falta un cert període preparatori, no es descarta l'admissió de nous membres. A la qual cosa el president Iúsxenko va respondre amb la seva intenció de sol·licitar l'adhesió "en un futur proper".
Diversos líders influents de la UE en aquell moment van expressar el seu suport a millorar els llaços amb Ucraïna. En particular, el ministre d'Afers Exteriors polonès Adam Rotfeld va declarar el 21 de març de 2005 que Polònia donaria suport a les aspiracions d'integració europea d'Ucraïna sota qualsevol circumstància. En particular, va dir: "En aquesta etapa, hauríem de centrar-nos en passos concrets de cooperació en lloc de converses buides sobre la cooperació paneuropea". Tres dies després, una enquesta als sis països més grans de la UE va mostrar el compromís dels ciutadans de la UE d'acceptar Ucraïna com a membre de ple dret en el futur.
L'octubre de 2005, el president de la Comissió Europea, José Manuel Barroso, va dir que "el futur d'Ucraïna està a la UE". No obstant això, el 9 d'octubre de 2005, la Comissió Europea, en una nova versió del Document d'Estratègia de Desenvolupament, va afirmar que la implementació dels plans d'ampliació (Croàcia i Antigues Repúbliques Iugoslaves) podria bloquejar l'adhesió d'Ucraïna, Belarús i Moldàvia. El comissari d'ampliació, Olli Rehn, va dir que la UE hauria d'evitar "massa ampliació", subratllant que l'actual pla d'ampliació sembla complet.
Tot i que els funcionaris i els científics polítics ucraïnesos van esmentar diverses dates específiques per a la possible adhesió, fins ara només la UE ha proposat oficialment a Ucraïna la Política Europea de Veïnatge. L'administració presidencial s'ha mostrat crítica amb l'estat proposat de les relacions veïnals.

### 2007–2014
El març de 2007, a Ucraïna se li va oferir un Tractat de Lliure Comerç amb la UE. Tot i que aquesta proposta va provocar una reacció molt més forta per part de l'estat ucraïnès, no contenia plans concrets per a l'adhesió d'Ucraïna a la UE en un futur proper. Alguns polítics d'Europa occidental han parlat de la "fatiga temporal de l'ampliació" de les institucions europees. Els observadors ucraïnesos van identificar l'anomenat "grup de resistència" de l'adhesió d'Ucraïna a la UE. En particular, quan es va concloure el text de l'Acord millorat entre Ucraïna i la UE el març de 2007, es van excloure les referències a la perspectiva d'adhesió. "Qualsevol menció de la perspectiva de l'adhesió d'Ucraïna a la Unió Europea ha estat exclosa de l'esborrany d'acord millorat Ucraïna-UE a causa de la posició de França", va escriure l'influent diari alemany Frankfurter Allgemeine Zeitung. La posició d'Itàlia depèn de la situació política interna d'aquest país. Així, durant la campanya electoral en aquest país, el govern de Silvio Berlusconi va donar senyals diplomàtics que estava disposat a donar suport a les aspiracions d'integració europea d'Ucraïna. El seu oponent polític Romano Prodi, per la seva banda, va dir que "les perspectives d'Ucraïna per entrar a la UE són les mateixes que Nova Zelanda".
Segons la política de l'Associació Oriental, Ucraïna pot esdevenir membre de la Unió Europea. El 27 de febrer de 2014, el Parlament Europeu va aprovar una resolució que reconeixia el dret d'Ucraïna a "sol·licitar ser membre de la Unió, sempre que s'adhereixi als principis de la democràcia, respecti les llibertats fonamentals i els drets humans i de les minories i garanteixi l'estat de dret". ". El Parlament Europeu assenyalava que, d'acord amb l'article 49 del Tractat amb la UE, Geòrgia, Moldàvia i Ucraïna, com qualsevol altre país europeu, tenen una perspectiva europea i poden sol·licitar l'adhesió a la UE d'acord amb els principis democratics. Una resolució del Parlament Europeu a Brussel·les, aprovava en l'última sessió abans de les eleccions al Parlament Europeu, que van tenir lloc del 23 al 25 de maig de 2014. 27 de juny de 2014 El president de la Comissió Europea, Jose Manuel Barroso, va afirmar que el L'Acord d'Associació és l'inici de l'adhesió d'Ucraïna a la UE. El mateix dia, el comissari d'Ampliació de la UE, Stefan Fuele, va declarar que creia en la futura pertinença d'Ucraïna a la UE.

### 2014–2022
El març de 2016, el president de la Comissió Europea, Jean-Claude Juncker, va declarar que Ucraïna trigaria entre 20 i 25 anys a unir-se a la UE i a l'OTAN. El juny de 2018, el president d'Ucraïna, Petro Poroshenko, va dir que esperava que Ucraïna s'unís a la Unió Europea i a l'Organització del Tractat de l'Atlàntic Nord el 2030.
El 21 de febrer de 2019, es va modificar la Constitució d'Ucraïna per consagrar les normes sobre el curs estratègic d'Ucraïna per a la pertinença a la Unió Europea i l'OTAN al preàmbul de la Llei bàsica, tres articles i disposicions transitòries.
A la X sessió de l'Assemblea Interparlamentària Ucraïna-Polònia-Lituània, que va finalitzar el 8 de juny de 2019 a Kíev, les parts van signar un document final que conté un acord sobre l'estratègia de 2025 i 2027 com a període per a la possible adhesió d'Ucraïna a la UE. L'any 2027, quan Lituània ocuparà la presidència de la UE per segona vegada, el tema d'Ucraïna serà el principal tema de l'agenda. Si no s'aprofita aquesta oportunitat, la propera "finestra" s'obrirà el 2039, quan Polònia presidirà la UE i Lituània només el 2041.
El 23 de juliol de 2020, Polònia, Lituània i Ucraïna van crear una plataforma tripartita de cooperació política, econòmica, cultural i social: el Triangle de Lublin, que té com a objectiu donar suport a la integració d'Ucraïna a la UE i l'OTAN.
El febrer de 2021, el líder de la Unió Democràtica Cristiana d'Alemanya, Armin Laschet, que era considerat un probable successor d'Angela Merkel com a cancellera d'Alemanya, va donar suport a la idea de l'ampliació de la UE oferir a Ucraïna una perspectiva europea.
Molts experts creuen que en temps de deteriorament de les relacions entre Rússia i la UE, Ucraïna té una finestra d'oportunitat per unir-se a la Unió Europea. Pavlo Klimkin va assenyalar que Ucraïna encara no compleix cap criteri per entrar a la Unió Europea, ja que no té una democràcia establerta, un estat de dret i una economia de mercat plena.Segons ell, la primera oportunitat es va perdre a principis del 2005, quan Iúsxenko es va deixar convèncer per no presentar la seva petició d'incorporació, i el 2014 va ser molt més difícil fer-ho.
L'11 de febrer de 2021, el Parlament Europeu va publicar un informe sobre l'èxit d'Ucraïna en la implementació de l'Acord d'Associació amb la Unió Europea. El document destaca tant els principals èxits d'Ucraïna en aquest camí, com els fracassos o moments que dificulten el procés de reforma al país. En general, la Unió Europea encara no està preparada per parlar oficialment de les perspectives d'adhesió d'Ucraïna a les files dels estats membres, però es reconeix la perspectiva europea d'Ucraïna. El 2021, Ucraïna s'estava preparant per sol·licitar formalment l'adhesió a la UE el 2024, per tal d'unir-se a la Unió Europea durant la dècada del 2030.

## Petició d'ingrés (2022-2023)
Després de la invasió russa d'Ucraïna el 2022, hi va haver crides addicionals per iniciar un procés d'adhesió formal: Ucraïna va reiterar el seu desig de convertir-se en membre de la unió, i el president de la Comissió Europea von der Leyen va declarar que Ucraïna pertany a la Unió Europea. El primer ministre eslovac, Eduard Heger, va expressar el seu suport a un procés d'adhesió accelerat.
El 26 de febrer de 2022, el president polonès Andrzej Duda va demanar l'adhesió accelerada d'Ucraïna a la UE. El 27 de febrer, el primer ministre eslovè Janez Janša, juntament amb el primer ministre polonès Mateusz Morawiecki, van proposar un pla per a la ràpida integració d'Ucraïna a la UE per al 2030 en una carta al president del Consell Europeu, Charles Michel. El primer ministre eslovac, Eduard Heger, també va proposar a la UE la creació d'un nou procediment especial per a l'adhesió d'Ucraïna, per tal d'ajudar Ucraïna a recuperar-se i recuperar-se de la guerra en el futur.
El 28 de febrer, Ucraïna va presentar oficialment una carta de sol·licitud d'adhesió. A causa de la crisi en curs, el president Zelensky va sol·licitar l'admissió immediata a la Unió Europea mitjançant un procediment especial. El mateix dia, vuit estats de la UE van signar una carta de suport a un procés d'adhesió accelerat d'Ucraïna, i l'1 de març, el ministre d'Afers Exteriors hongarès, Péter Szijjártó, va declarar que el seu país també donaria suport a un procés accelerat. L'1 de març, el Parlament Europeu, després d'un debat en què el president d'Ucraïna es va dirigir i va rebre aplaudiments, va recomanar que Ucraïna fos candidata oficial a la UE. El Parlament Europeu va votar a favor de l'adhesió d'Ucraïna amb 637 vots a favor, 13 en contra i 26 abstencions.
L'1 de març de 2022, els presidents de vuit estats membres de la UE (Bulgària, la República Txeca, Estònia, la República de Letònia, la República de Lituània, la República de Polònia, la República Eslovaca i la República d'Eslovènia) van signar una carta oberta demanant a Ucraïna que se'ls doni la perspectiva d'ingressar a la UE i que iniciï immediatament el procés de negociacions. El mateix dia, el ministre d'Afers Exteriors hongarès, Péter Szijjártó, va demanar l'acceleració de l'adhesió d'Ucraïna a la Unió Europea.
El passat 2 de març, però, el ministre d'Afers Exteriors espanyol, José Manuel Albares, va afirmar que "pertànyer a la UE no és un procés capritxós ni que es pugui fer per una mera decisió política", recordant que el país candidat "ha de complir determinades condicions socials, polítiques i estàndards econòmics".
El 7 de març, la UE va dir que avaluarà formalment la sol·licitud d'Ucraïna i el 10 de març de 2022, el Consell de la Unió Europea va demanar a la Comissió la seva opinió sobre la sol·licitud.

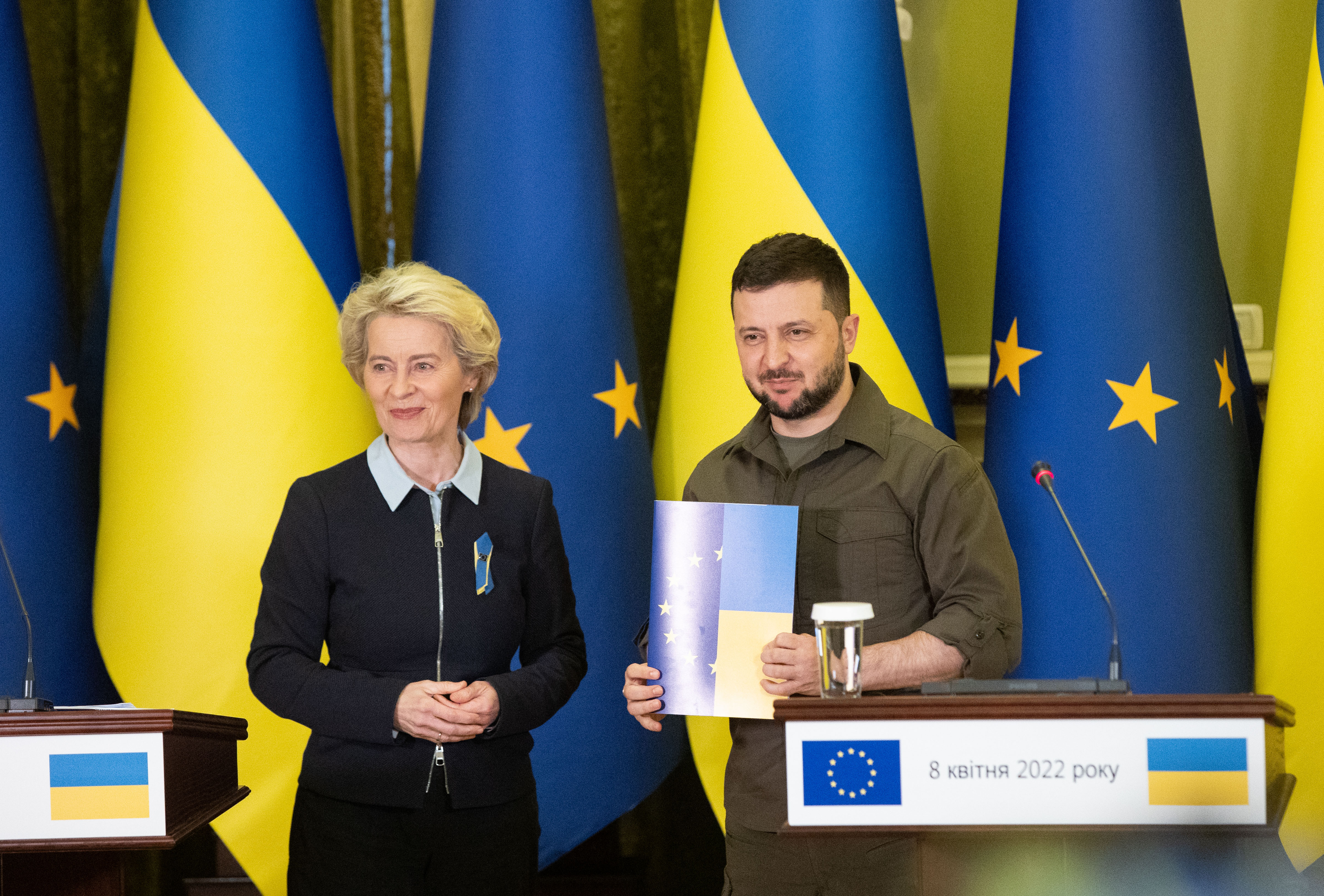
Presentació del qüestionari de pertinença a la UE el 8 d'abril de 2022 pel president de la Comissió Europea von der Leyen i el president d'Ucraïna Volodymyr Zelensky

El 9 de març de 2022, el Senat polonès va adoptar una resolució demanant als països de la Unió Europea que recolzin el procés accelerat d'adhesió d'Ucraïna a la UE amb 93 vots a favor. "La societat ucraïnesa ha demostrat sens dubte que està preparada per formar part d'una Europa unida i disposada a pagar amb sang la devoció als valors europeus. Els soldats ucraïnesos, que defensen les fronteres del seu país, protegeixen tot Europa", diu el document.
El 8 d'abril de 2022, el president de la Comissió von der Leyen, després de visitar Bucha després de la massacre, va visitar Kíev i es va reunir amb el president Zelensky. Von der Leyen va presentar a Zelenskyy el qüestionari legislatiu per iniciar la sol·licitud d'Ucraïna i li va oferir accelerar el procés. Borrell va anunciar que la delegació de la UE a Ucraïna, encapçalada per Matti Maasikas, tornarà a Kíev després que fos evacuada a l'esclat de la guerra. El 17 d'abril de 2022, Ucraïna va respondre a la primera part del qüestionari legislatiu, mentre que va respondre a la segona i última part el 9 de maig de 2022.
El 29 de maig de 2022, per tal de donar suport al camí d'Ucraïna cap al futur europeu, en particular per obtenir l'estatus de candidat a ser membre de la Unió Europea el 25-26 de juny de 2022, El govern d'Ucraïna va llançar una campanya de comunicació "Embrace Ukraine. Enfortir la Unió”.
Les converses de negociació encara no havien començat durant l'abril de 2022. Ucraïna espera iniciar les negociacions acabat el 2022 mitjançant un procediment d'adhesió accelerat.

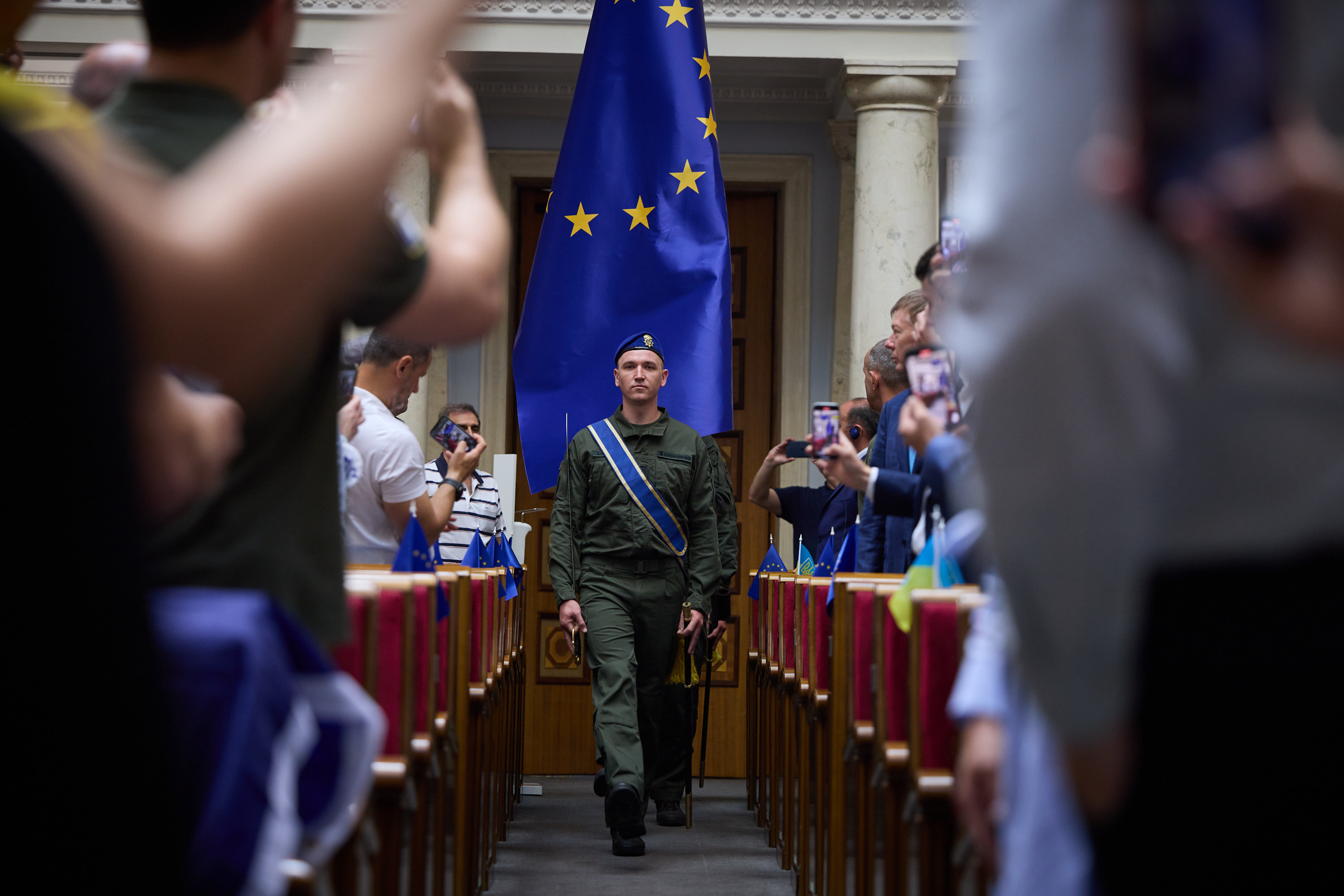
L'1 de juliol de 2022, la bandera de la UE va ser portada solemnement a la sala de la Rada Suprema d'Ucraïna, que ara hi onarà per sempre. Aquest esdeveniment extremadament simbòlic ens va recordar la introducció de la bandera estatal després de la declaració de la independència d'Ucraïna.

El 23 de juny de 2022, el Parlament Europeu va adoptar una resolució que demanava la concessió immediata de l'estatus de candidat per a ser membre de la Unió Europea a Ucraïna. El 23 de juny de 2022, el Consell Europeu va concedir a Ucraïna l'estatus de candidata a l'adhesió a la Unió Europea.
El president ucraïnès Volodimir Zelenski es va mostrar ferm el dia 3 de febrer de 2023, durant la cimera Ucraïna-UE, en la voluntat d'obrir les negociacions per a l'ingrés d'Ucraïna a la UE a finals de 2023, esmentant que fins llavors el país havia acomplert amb el 72% de les obligacions derivades de l'Acord d'Associació a la UE i que estaven progressant en la implementació de les recomanacions de la Comissió Europea.
En el seguiment del full de ruta d'Ucraïna, l'agost de 2023 la viceprimera ministra per a la Integració Europea i Euroatlàntica d'Ucraïna va reconèixer que en aquell moment no compliria amb les set recomanacions de la Comissió Europea per a la seva adhesió tal com estava previst.
Ursula Von Der Leyen va visitar Kíiv per valorar la situació del compliment de les condicions de la UE el 4 de novembre. Es va mostrar sorpresa per l'avenç notori aconseguit per Ucraïna en plena guerra.
El 14 de desembre de 2023 els caps d'estat i de govern de la UE van acordar a Brussel·les començar les negociacions per a l'adhesió amb Ucraïna i Moldàvia, un cop superat el veto del president hongarès Viktor Orbán, que es va absentar en el moment de la votació, a canvi de descongelar per al seu país un altre tram de 10.000 milions d'euros.

## Opinió pública

### A Ucraïna

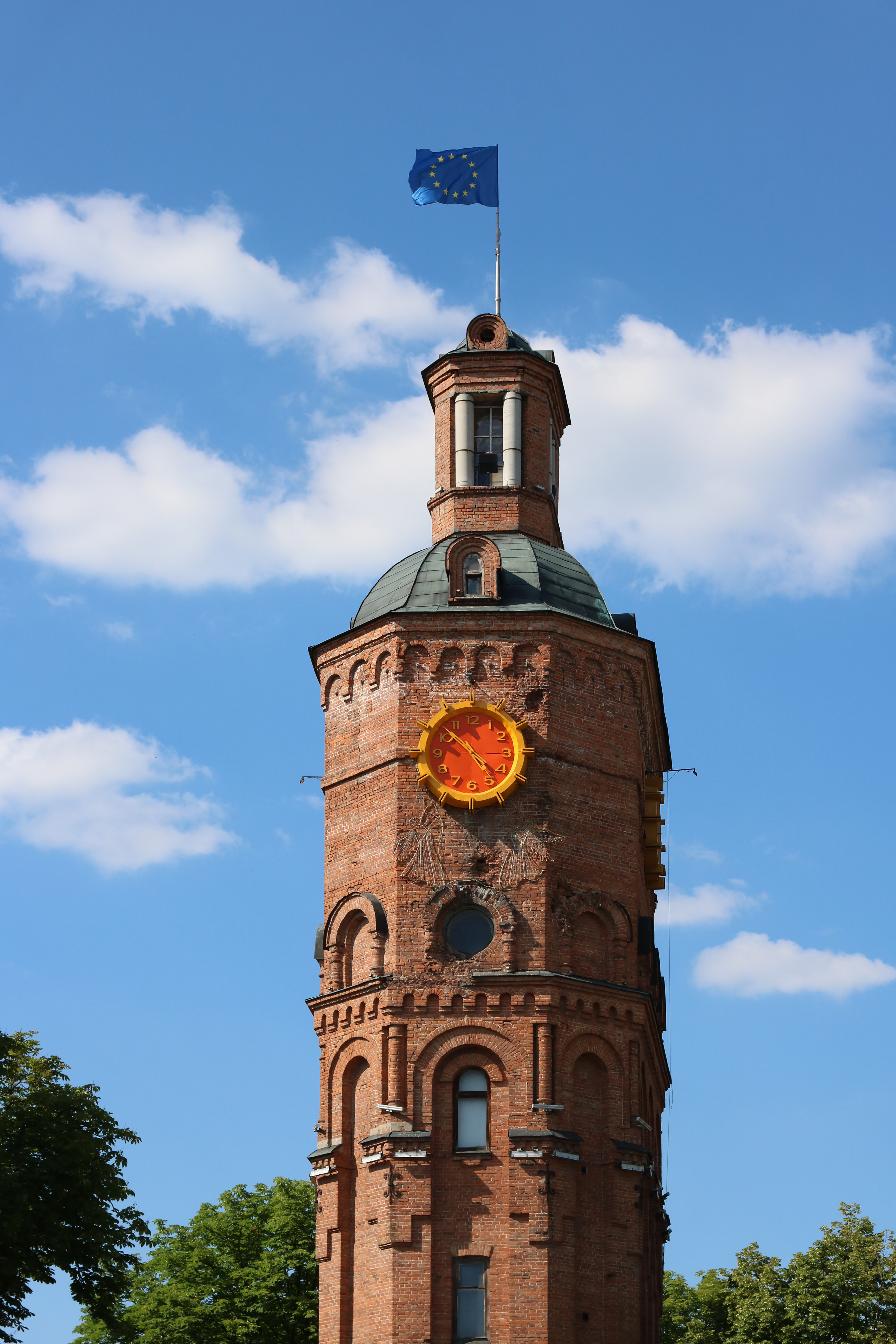
La bandera de la Unió Europea a la torre de Vinnytsia

Ucraïna te posicions diverses segons la part del país en que ens trobem amb relació a l'adhesió europea. Ucraïna occidental és mes procliu a l'adhesió a la UE que Ucraïna oriental. El juliol de 2012 i el maig de 2014, els residents d' Ucraïna occidental apostaven per la UE en un 74% al juliol de 2012 i 81% al maig de 2014; mentre que a la Ucraïna central (59% i 64%) i Ucraïna del Nord (56% i 71%) van ser els principals partidaris a la pertinença a la UE. respectivament. Una enquesta de juny de 2013, encarregada per Deutsche Welle, va trobar que el 52% de l'est d'Ucraïna estava a favor de l'adhesió a la UE. Però en una enquesta de ComRes,organitzada per a la CNN el maig de 2014 només el 19% de l'est d'Ucraïna va considerar que era bo per la país entrar a la Unió Europea. L'enquesta de ComRes de maig de 2014 va descobrir que a les tres províncies més orientals d'Ucraïna: Kharkiv, Donetsk i Luhansk, el 37% estava a favor d'una aliança amb Rússia, el 14% donava suport a una aliança amb la Unió Europea i el 49% declarava que Ucraïna estaria millor si no s'aliés amb cap dels dos.
Els ciutadans d'entre 20 i 39 anys semblaven ser els més ferms partidaris de l'adhesió a la UE el maig de 2010 i desembre de 2011. Al desembre de 2011 l'opinió del grup d'edat de 18 a 29 anys no variava d'una regió a una altra). A l'enquesta de ComRes de maig de 2014 persones d'entre 36 i 55 anys van ser els més ferms partidaris de l'adhesió a la UE. L'ambaixador d'Ucraïna a la UE, Kostiantyn Yelisieiev, va declarar el juliol de 2011 que els oligarques ucraïnesos i els polítics de l'est de parla russa d'Ucraïna eren tant favorables a la UE com els de parla ucraïnesa de l'oest del país: "Si algun polític d'avui a Ucraïna es declarés contrari a la integració europea., estaria políticament mort".
El 91% dels ucraïnesos van recolzar l'adhesió a la Unió Europea durant la invasió russa d'Ucraïna el 2022, segons una enquesta duta a terme pel Rating Sociological Group el 30-31 de març de 2022, més que el 66,4% del febrer de 2015.

### A la UE
Segons una enquesta duta a terme per Ifop encarregada per l'Estratègia Europea de Yalta i la Fondation Jean-Jaurès del 3 al 7 de març de 2022, el 92% dels partidaris de l'adhesió d'Ucraïna a la UE a Polònia, el 71% a Itàlia, el 68% a Alemanya, i el 62% a França.
L'enquesta Eurobaròmetre Flash realitzada a l'abril a tots els països de la UE, mostrava el suport més gran a l'adhesió d'Ucraïna a la UE a Portugal, on el 87% dels enquestats hi donaven suport. Li seguien Estònia (83%), Lituània (82%), Polònia (81%) i Irlanda (79%). Els hongaresos són els més escèptics sobre l'adhesió d'Ucraïna, amb només un 48% dels enquestats donant suport a la idea (37% en contra). Al mateix temps, Hongria té la proporció més alta de la població indecisa sobre aquest tema:16% (el mateix a França i Bèlgica).